# Магнуссен, Кевин
Ке́вин Ма́гнуссен (дат. Kevin Magnussen; род. 5 октября 1992 года, Роскилле, Дания) — датский автогонщик, победитель чемпионата Формулы-Рено 3.5 (2013). Гонщик «Формулы-1» с 2014 года; завоевал свой единственный подиум в первой же своей гонке — Гран-при Австралии 2014 года (2-е место). С 2017 по 2020 год выступал за Haas. Вернулся в команду в 2022 году.

## Биография
Кевин — старший из трёх детей Яна Магнуссена и при этом единственный в паре Яна Магнуссена и Бритт Петерсен; у него есть брат Лука и сестра Милли, с которыми у него общий отец.
11 января 2021 года у Кевина и его жены Луиз родилась дочь Лаура.
Начал карьеру в картинговых соревнованиях, проведя несколько сезонов в середине 2000-х годов. В 2008 году перешёл в гонки формульного типа: первый сезон провёл в первенствах двухлитровой Формулы-Рено и Формулы-Форд. Выиграл датское первенство Формулы-Форд, несколько раз приезжал на подиум в гонках ADAC Formel Masters и португальской Формулы-Рено 2.0. Через год сосредоточился на выступлениях на технике двухлитровой Формулы-Рено: в североевропейском кубке он лишь дважды за 14 стартов не попал в топ-3 на финише, но одержал при этом лишь одну победу (при девяти у главного конкурента — португальца Антониу Феликса да Кошты), заняв в общем зачёте второе место; в общеевропейском чемпионате Магнуссен лишь один раз приехал в топ-3, заняв в личном зачёте седьмое место.
В 2010—2011 годах Магнуссен провёл два сезона на технике класса Формула-3, выступая в первенствах Германии, Великобритании и Европы. В немецком чемпионате он уступил в стабильности результатов Тому Диллманну и Даниэлю Абту, а год спустя — в британской серии — заметно проигрыввл Фелипе Насру. На F3 Masters Магнуссен стал третьим, а на Гран-при Макао — 14-м.
В 2012—2013 годах Магнуссен соревновался в чемпионате Формулы-Рено 3.5, одном из двух сильнейших юниорских первенств Европы. В первом сезоне выиграл три поула и одну гонку. Через год да Кошта, до старта числившийся главным претендентом на титул, в итоге уступил Магнуссену больше сотни очков.
Стабильный быстрый пилот с известной фамилией вызывал интерес и в Формуле-1: руководство McLaren пригласило Магнуссена на тесты и включает его в свою юниорскую программу. В 2013 году, после титула Магнуссена в чемпионате Формулы-Рено 3.5, британцы переживавшие переходный период своей структуры в чемпионате мира, предоставили Магнуссену право стать одним из своих боевых пилотов. В McLaren заявили, что если их новый болид MP4-29 окажется конкурентоспособным, то Магнуссен сможет стать чемпионом в первый же свой сезон. Уже на первом этапе сезона-2014 Магнуссен квалифицировался четвёртым, а в гонке занял второе место (финишировав на трассе третьим, а затем поднявшись на одну позицию ввиду дисквалификации Даниэля Риккардо). В дальнейшем результаты постепенно падали, причём как за счёт меньших темпов доработки машины, так и за счёт малого опыта датчанина: за следующие 18 гонок он ещё 11 раз финишировал в очках, завершив сезон на 11-й строчке личного зачёта, но при этом более чем в два раза проиграв по очкам своему напарнику. Попытки добыть дополнительные очки за счёт относительно жёсткой борьбы на трассе периодически вызывали штрафы и недовольство среди соперников.
В 2015 году был тест-пилотом команды McLaren. На первом этапе 2015 года заменял получившего в межсезонье травму Фернандо Алонсо и квалифицировался на 17-й позиции. Но уже во время прогревочного круга мотор машины воспламенился, и Магнуссен не принял участие в гонке. Магнуссен покинул McLaren в конце года.

### Renault (2016)
После того, как Кевин Магнуссен покинул McLaren, он вел переговоры о переходе в Haas, прежде чем Ромен Грожан и Эстебан Гутьеррес были названы пилотами команды. Магнуссен также вел переговоры о месте в Manor Racing.
Магнуссен тестировал автомобиль Mercedes в немецкой кузовной серии DTM и автомобиль Porsche LMP1, намекая на то, что у него могут быть варианты вне Формулы-1, включая IndyCar, где он, как считается, вступал в переговоры с Bryan Herta Autosport по поводу места в команде.
В начале 2016 года появились неподтвержденные сообщения о том, что Магнуссен должен был заменить Пастора Мальдонадо в Renault после разрыва контракта. Renault приобрела команду Lotus F1 Team и возвращалась в спорт после четырехлетнего перерыва. Позже Renault подтвердила, что Магнуссен присоединился к их команде в сезоне 2016 года, став напарником новичка Джолиона Палмера.
Начало сезона Магнуссена было омрачено чередой инцидентов. В Австралии он получил прокол на первом круге и финишировал 12-м. В Бахрейне он был вынужден стартовать с пит-лейн после того, как не смог заехать на весовую платформу во время практики. Затем он попал в аварию на практике Гран-при Китая и смог закончить гонку только 17-м. Магнуссен столкнулся с партнером по команде Палмером в Испании и получил десятисекундный штраф, а затем разбился на практике в Монако и столкнулся с Даниилом Квятом в гонке. Он был вынужден пропустить квалификацию в Канаде после очередной аварии во время практики, а в Азербайджане стартовал с пит-лейн, когда его болид был модифицирован в условиях закрытого парка. Гран-при России стал исключением из этих инцидентов; после 17-го места в квалификации он финишировал 7-м, что в итоге стало лучшим результатом Renault в сезоне.
На последних кругах Гран-при Великобритании у Магнуссена отказала коробка передач. Он попал в аварию на высокой скорости на трассе Eau Rouge-Raidillon на Гран-при Бельгии, в результате чего получил незначительные травмы и в гонке был объявлен красный флаг. Магнуссен завоевал свои вторые и последние очки в сезоне, заняв 10-е место в Сингапуре. До конца сезона произошло еще два схода из-за поломок: потеря мощности в Малайзии и повреждение подвески в Абу-Даби. Магнуссен закончил сезон на 16-м месте в чемпионате, набрав семь из восьми очков Renault в сезоне.

### Haas (2017—2020, с 2022)

#### 2017
Магнуссен подписал контракт с командой «Хаас» на 2017 год, присоединившись к Ромену Грожану и заменив Эстебана Гутьерреса.
Магнуссен сошел во время своего первого заезда за команду в Австралии, сообщив о поломке подвески, однако позже выяснилось, что на самом деле он получил прокол и его сход был необязательным. Он набрал очки, заняв 8-е место на следующей гонке в Китае, а затем сошел из-за проблем с электрикой в Бахрейне. В Испании он шел 9-м, но в конце гонки столкнулся с Даниилом Квятом, в результате чего опустился на 14-е место из-за последующего прокола. На следующей гонке в Монако он заработал одно очко, заняв 10-е место, что стало первым в истории Хаас двойным финишем в очках. На Гран-при Азербайджана Магнуссен на неконкурентоспособном VF-17 поднялся до 3-го места в конце гонки, но в итоге финишировал 7-м, что стало его лучшим результатом в сезоне.
Затем последовала череда из семи гонок без набранных очков. Это включало в себя отказ гидравлики в Австрии, проблемы с двигателем в Сингапуре и инцидент в Венгрии, когда он вытеснил Нико Хюлькенберга с трассы, повредив его болид и вынудив сойти с дистанции. Магнуссен завершил сезон двумя 8-ми местами в Японии и Мексике, но столкнулся с бывшим соперником по Renault Стоффелем Вандорном в Бразилии, в результате чего оба болида сошли с дистанции.
Магнуссен закончил сезон 14-м в чемпионате с 19 очками, на девять очков отставая от напарника по команде Грожана.

#### 2018
Магнуссен сохранил свое место в команде «Хаас» на сезон 2018 года. Haas VF-18 был значительно лучше своего предшественника, что позволило Магнуссену бороться в первых рядах средней группы. На стартовой гонке в Австралии Магнуссен занял 5-е место на стартовой решетке, что стало самой высокой стартовой позицией Хаас в истории. Он поднялся на 4-е место, однако оба болида Хаас сошли с дистанции после неправильной установки колес во время пит-стопов. Затем Магнуссен финишировал 5-м в Бахрейне, что стало его лучшим результатом с Гран-при России 2014 года. На Гран-при Азербайджана он столкнулся с Пьером Гасли, который раскритиковал защитное вождение Магнуссена и назвал его «самым опасным парнем», с которым ему доводилось участвовать в гонках.
Магнуссен снова заработал ценные очки, заняв 6-е место в Испании. Еще одно 6-е место во Франции, а затем 5-е место в Австрии за напарником Грожаном — лучший результат команды в гонках. Вскоре последовало еще больше очков: 9-е место в Великобритании, 7-е в Венгрии и 8-е в Бельгии. На Гран-при Италии Магнуссен столкнулся в борьбе за позицию с Фернандо Алонсо в квалификации. Позже Магнуссен заявил, что Алонсо «считает себя Богом» и «я не могу дождаться, когда он уйдет на пенсию». Во время гонки Магнуссен столкнулся с Серхио Пересом, повредив днище болида Хаас, в результате чего финишировал последним из участвующих машин на 16-м месте. Аналогичные неудачи постигли его в Сингапуре, когда он не смог выйти из первой части квалификации, а во время гонки ему с трудом удавались обгоны, и он финишировал 18-м. Однако после позднего пит-стопа на свежих шинах он показал быстрейший круг в гонке — первый быстрый круг для него и команды. Затем Магнуссен квалифицировался 5-м и финишировал 8-м в России.
Еще больше споров возникло на Гран-при Японии, когда пилот Sauber Шарль Леклер назвал Магнуссена «глупым» по радио после того, как его попытка пройти Хаас привела к контакту. Магнуссен получил прокол, который повредил днище его болида и, в конечно итоге, вынудил сойти с дистанции. Он закончил Гран-при США на 9-м месте, но позже был дисквалифицирован после того, как выяснилось, что его машина использовала больше разрешенного лимита топлива. Магнуссен в конце сезона набрал еще три очка, заняв 9-е место в Бразилии и 10-е в Абу-Даби.
Он закончил сезон на 9-м месте в чемпионате с 56 очками, что стало его лучшим результатом в карьере, на 19 очков опередив напарника по команде Грожана.

#### 2019
Магнуссен продолжил выступать за Haas в сезоне 2019 года вместе с Грожаном. Haas VF-19 оказался неконкурентоспособным и становился все более неконкурентоспособным по ходу сезона. Болид часто показывал хорошие результаты во время квалификации, но страдал во время гонки. В первой гонке в Австралии Магнуссен финишировал 6-м, что впоследствии стало его лучшим результатом в сезоне. В следующих трех гонках он финишировал 13-м, несмотря на то, что в двух из них квалифицировался в первой десятке. В Испании он занял 7-е место.
В следующих пяти гонках он финишировал неудачно. В Австрии Магнуссен продемонстрировал высокий квалификационный темп VF-19, квалифицировавшись 5-м, после чего штраф за замену коробки передач опустил его на 10-е место на стартовой решетке. Во время гонки он был наказан за пересечение белой линии, получил штраф в виде проезда по пит-лейн и в итоге закончил гонку на 19-м месте. В Великобритании Магнуссен и его партнер по команде Грожан столкнулись на первом круге, в результате чего оба болида получили серьезные повреждения и не смогли продолжить гонку. Оба гонщика были раскритикованы за этот инцидент на гонке, в которой Грожан тестировал старую версию VF-19, чтобы команда могла понять, что в последнее время им не хватает скорости.
Следующие очки Магнуссен набрал на Гран-при Германии, который проходил под дождем, финишировав 10-м, после чего поднялся на 8-е место после того, как гонщики Alfa Romeo были наказаны после гонки за использование вспомогательных средств. В Италии он сошел с дистанции из-за проблем с гидравликой, а на следующей гонке в Сингапуре показал быстрейший круг, чего он добился на той же гонке в 2018 году. За это ему не было начислено очков, так как он финишировал на 17-м месте (для начисления очков за быстрейший круг гонщик должен финишировать в первой десятке). Финиш на 9-м месте в России стал для него четвертым и последним очковым финишем в сезоне. Его третий сход в сезоне произошел в США, когда на предпоследнем круге у него отказали тормоза.
Магнуссен закончил сезон на 16-м месте в чемпионате с 20 очками, на 12 очков опередив напарника по команде Грожана.

#### 2020
Магнуссен продолжил выступать за Haas в 2020 году, снова в паре с Грожаном. Первые два этапа чемпионата на Red Bull Ring оказались сложными для Магнуссена и Хаас, так как Haas VF-20 не подходил к этой трассе. На ранних стадиях Гран-при Венгрии Магнуссен шел третьим благодаря стратегическому решению в начале гонки. Несмотря на то, что по ходу гонки он отстал, ему удалось пересечь финишную черту девятым. После гонки было установлено, что Хаас нарушила правила командного радио, сообщив обоим пилотам о необходимости заезда на пит-лейн в конце круга формирования, и Магнуссен получил десятисекундный штраф. Это опустило его до десятого места, но Магнуссен получил первое очко в этом году для себя и команды. На Гран-при Италии у Магнуссена отказала силовая установка, а на Гран-при Тосканы он попал в аварию с участием нескольких болидов, что стало его пятым сходом за девять гонок.
Магнуссен и Грожан покинули команду в конце сезона 2020 года, их заменили чемпион Формулы-2 Мик Шумахер и Никита Мазепин.

#### 2022
В феврале 2022 года Хаас расторгла контракт со своим гонщиком Никитой Мазепиным. Магнуссен вернулся в команду в качестве его замены, заключив многолетнее соглашение и став напарником действующего гонщика Мика Шумахера на сезон 2022 года. В Бахрейне Магнуссен стартовал 7-м и финишировал 5-м. На Гран-при Саудовской Аравии 2022 года он пробился в третий этап квалификации и квалифицировался десятым. Позже он занял девятое место, обеспечив Хаас первые последовательные очки впервые с 2019 года. Магнуссен финишировал 10-м в Сильверстоуне, а его напарник по команде Мик Шумахер занял восьмое место, обеспечив Хаас первое двойное попадание в очки с Гран-при Германии 2019 года, и гонщики вновь повторили этот результат, снова набрав очки на следующем этапе в Австрии, несмотря на то, что датчанин испытывал проблемы с двигателем во время гонки.
На Гран-при Сан-Паулу 2022 года Магнуссен завоевал первую поул-позицию в Формуле-1 для себя и для команды Haas. Магнуссен квалифицировался первым до того, как Джордж Рассел развернулся в четвертом повороте, что стало причиной появления красного флага и остановки квалификации, во время которой погодные условия на трассе ухудшились, и ни один гонщик не смог показать время быстрее, чем до аварии. Он закончил спринт на 8-й позиции и сошел в гонке на первом круге после столкновения с Даниэлем Риккардо.

## Результаты выступлений

### Общая статистика
| Сезон | Серия                                        | Команда                      | Старты | Победы | Поулы | БК | Подиумы | Очки | Место |
| ----- | -------------------------------------------- | ---------------------------- | ------ | ------ | ----- | -- | ------- | ---- | ----- |
| 2008  | Датская Формула-Форд                         | Fukamuni Racing              | 15     | 11     | 6     | 10 | 12      | 267  | 1     |
| 2008  | Формула-Форд Duratec Benelux                 | Fukamuni Racing              | 2      | 0      | 0     | 0  | 0       | 19   | 19    |
| 2008  | Североевропейская Формула-Форд               | Fukamuni Racing              | 1      | 1      | 1     | 1  | 1       | 27   | 4     |
| 2008  | Фестиваль Формулы-Форд (класс Duratec)       | Fukamuni Racing              | 1      | 0      | 0     | 0  | 0       | —    | 7     |
| 2008  | ADAC Formel Masters                          | Van Amersfoort Racing        | 4      | 0      | 0     | 1  | 2       | 30   | 12    |
| 2008  | Португальская Формула-Рено 2.0. Зимняя серия | Motopark Academy             | 2      | 0      | 0     | 0  | 1       | 12   | 10    |
| 2009  | Североевропейский кубок Формулы-Рено 2.0     | Motopark Academy             | 14     | 1      | 2     | 4  | 12      | 278  | 2     |
| 2009  | Еврокубок Формулы-Рено 2.0                   | Motopark Academy             | 14     | 0      | 0     | 1  | 1       | 50   | 7     |
| 2009  | Датский кубок Renault Clio                   | н/д                          | 2      | 0      | 0     | 0  | 1       | 18   | 12    |
| 2010  | Немецкая Формула-3                           | Motopark Academy             | 18     | 3      | 0     | 0  | 8       | 96   | 3     |
| 2010  | Евросерия Формулы-3                          | Motopark Academy             | 2      | 1      | 0     | 0  | 1       | 8    | 12    |
| 2011  | Британская Формула-3                         | Carlin                       | 29     | 7      | 6     | 9  | 9       | 237  | 2     |
| 2011  | F3 Masters                                   | Carlin                       | 1      | 0      | 0     | 0  | 1       | —    | 3     |
| 2011  | Гран-при Макао Ф3                            | Carlin                       | 1      | 0      | 0     | 0  | 0       | —    | 14    |
| 2012  | Формула-Рено 3.5                             | Carlin                       | 17     | 1      | 3     | 0  | 3       | 106  | 7     |
| 2013  | Формула-Рено 3.5                             | DAMS                         | 17     | 5      | 8     | 3  | 13      | 274  | 1     |
| 2014  | Формула-1                                    | McLaren Mercedes             | 19     | 0      | 0     | 0  | 1       | 55   | 11    |
| 2015  | Формула-1                                    | McLaren Honda                | 1      | 0      | 0     | 0  | 0       | 0    | —     |
| 2016  | Формула-1                                    | Renault Sport F1 Team        | 21     | 0      | 0     | 0  | 0       | 7    | 16    |
| 2017  | Формула-1                                    | Haas F1 Team                 | 20     | 0      | 0     | 0  | 0       | 19   | 14    |
| 2018  | Формула-1                                    | Haas F1 Team                 | 21     | 0      | 0     | 1  | 0       | 56   | 9     |
| 2019  | Формула-1                                    | Haas F1 Team                 | 21     | 0      | 0     | 1  | 0       | 20   | 16    |
| 2020  | Формула-1                                    | Haas F1 Team                 | 17     | 0      | 0     | 0  | 0       | 1    | 20    |
| 2021  | Чемпионат IMSA по гонкам на спорткарах — DPi | Cadillac Chip Ganassi Racing | 10     | 1      | 1     | 4  | 5       | 2879 | 7     |
| 2021  | IndyCar Series                               | Arrow McLaren SP             | 1      | 0      | 0     | 0  | 0       | 7    | 42    |
| 2022  | Чемпионат IMSA по гонкам на спорткарах — DPi | Cadillac Chip Ganassi Racing | 1      | 0      | 0     | 0  | 0       | 275  | 23    |
| 2022  | Формула-1                                    | Haas F1 Team                 | 22     | 0      | 1     | 0  | 0       | 25   | 13    |
| 2023  | Формула-1                                    | Haas F1 Team                 | 22     | 0      | 0     | 0  | 0       | 3    | 19    |
| 2024  | Формула-1                                    | Haas F1 Team                 | 22     | 0      | 0     | 1  | 0       | 16   | 15    |

### Результаты выступлений в Формуле-Рено 3.5
| 2012 | Carlin | AL1 2  | MON НФ | SP1 21 | NÜ1 5 | MO1 16 | SI1 НФ | HU1 2  | LE1 6  | CA1 5 | 106 | 7 |
| 2012 | Carlin | AL2 НФ |        | SP2 1  | NÜ2 8 | MO2 10 | SI2 НФ | HU2 23 | LE2 24 | CA2 4 | 106 | 7 |
| 2013 | DAMS   | MN1 2  | AL1 1  | MON 4  | SP1 1 | MO1 11 | RB1 3  | HU1 2  | LE1 ДК | CA1 1 | 274 | 1 |
| 2013 | DAMS   | MN2 2  | AL2 9  |        | SP2 3 | MO2 2  | RB2 3  | HU2 2  | LE2 1  | CA2 1 | 274 | 1 |

Жирным выделен старт с поул-позиции. Курсивом — быстрейший круг в гонке.
В первой строчке показаны результаты длинных (субботних) гонок, во второй — спринтерских (воскресных) гонок.

### Результаты выступлений в Формуле-1
| Легенда к таблице |                                                                    |
| --- | ------------------------------------------------------------------ |
| В таблице перечислены результаты всех Гран-при Формулы-1, в которых принимал участие гонщик. Строками таблицы являются сезоны, столбцами — этапы чемпионата мира. В каждой клетке указаны сокращённое название этапа и результат, дополнительно обозначенный цветом. Расшифровка обозначений и цветов представлена в нижеследующей таблице. |                                                                    |
| \| Пример \| Описание \| \| ------------ \| ------------------------------------------------------------------ \| \| 1 \| Победитель \| \| 2 \| Второе место \| \| 3 \| Третье место \| \| 5 \| Финишировал, заработав очки \| \| Сход \| Не финишировал, но при этом заработал очки \| \| 12 \| Финишировал, не получив очков \| \| НКЛ \| Финишировал, но не попал в финальную классификацию \| \| 15 \| Участвовал вне зачёта, либо по отдельной классификации \| \| 18 \| Не финишировал, но попал в финальную классификацию \| \| Сход \| Не финишировал \| \| НКВ \| Не прошёл квалификацию \| \| НПКВ \| Не прошёл предквалификацию \| \| ДСК \| Дисквалифицирован \| \| ИСК \| Исключён из протокола соревнований \| \| ТТ \| Заявлен для участия только в тренировках \| \| НС \| Участвовал в квалификации, но не стартовал в гонке \| \| Т \| Травмирован или болен \| \| ОТК \| Отказ от участия \| \| НТР \| Прибыл на соревнования, но на трассу не выезжал \| \| НПР \| Был заявлен в числе участников, но не прибыл к началу соревнований \| \| О \| Соревнования отменены \| \| \| Не участвовал \| \| Поул-позиция \| \| \| Быстрый круг \| \| |                                                                    |
| Пример | Описание                                                           |
| 1 | Победитель                                                         |
| 2 | Второе место                                                       |
| 3 | Третье место                                                       |
| 5 | Финишировал, заработав очки                                        |
| Сход | Не финишировал, но при этом заработал очки                         |
| 12 | Финишировал, не получив очков                                      |
| НКЛ | Финишировал, но не попал в финальную классификацию                 |
| 15 | Участвовал вне зачёта, либо по отдельной классификации             |
| 18 | Не финишировал, но попал в финальную классификацию                 |
| Сход | Не финишировал                                                     |
| НКВ | Не прошёл квалификацию                                             |
| НПКВ | Не прошёл предквалификацию                                         |
| ДСК | Дисквалифицирован                                                  |
| ИСК | Исключён из протокола соревнований                                 |
| ТТ | Заявлен для участия только в тренировках                           |
| НС | Участвовал в квалификации, но не стартовал в гонке                 |
| Т | Травмирован или болен                                              |
| ОТК | Отказ от участия                                                   |
| НТР | Прибыл на соревнования, но на трассу не выезжал                    |
| НПР | Был заявлен в числе участников, но не прибыл к началу соревнований |
| О | Соревнования отменены                                              |
| | Не участвовал                                                      |
| Поул-позиция |                                                                    |
| Быстрый круг |                                                                    |

| Сезон | Команда               | Шасси          | Двигатель                     | Ш | 1        | 2      | 3        | 4        | 5        | 6        | 7        | 8        | 9        | 10       | 11     | 12       | 13       | 14       | 15     | 16       | 17       | 18      | 19       | 20       | 21       | 22     | 23    | 24     | Место | Очки |
| ----- | --------------------- | -------------- | ----------------------------- | - | -------- | ------ | -------- | -------- | -------- | -------- | -------- | -------- | -------- | -------- | ------ | -------- | -------- | -------- | ------ | -------- | -------- | ------- | -------- | -------- | -------- | ------ | ----- | ------ | ----- | ---- |
| 2014  | McLaren Mercedes      | McLaren MP4-29 | Mercedes PU106A Hybrid 1,6 V6 | P | АВС 2    | МАЛ 9  | БАХ Сход | КИТ 13   | ИСП 12   | МОН 10   | КАН 9    | АВТ 7    | ВЕЛ 7    | ГЕР 9    | ВЕН 12 | БЕЛ 12   | ИТА 10   | СИН 10   | ЯПО 14 | РОС 5    | США 8    | БРА 9   | АБУ 11   |          |          |        |       |        | 11    | 55   |
| 2015  | McLaren Honda         | McLaren MP4-30 | Honda RA615H Hybrid 1,6 V6    | P | АВС НС   | МАЛ    | БАХ      | КИТ      | ИСП      | МОН      | КАН      | АВТ      | ВЕЛ      | ВЕН      | БЕЛ    | ИТА      | СИН      | ЯПО      | РОС    | США      | МЕК      | БРА     | АБУ      |          |          |        |       |        | —     | 0    |
| 2016  | Renault Sport F1 Team | Renault R.S.16 | Renault RE16 1,6 V6 T         | P | АВС 12   | БАХ 11 | КИТ 17   | РОС 7    | ИСП 15   | МОН Сход | КАН 16   | ЕВР 14   | АВТ 14   | ВЕЛ 17   | ВЕН 15 | ГЕР 16   | БЕЛ Сход | ИТА 17   | СИН 10 | МАЛ Сход | ЯПО 14   | США 12  | МЕК 17   | БРА 14   | АБУ Сход |        |       |        | 16    | 7    |
| 2017  | Haas F1 Team          | Haas VF-17     | Ferrari 062 1,6 V6T           | P | АВС Сход | КИТ 8  | БАХ Сход | РОС 13   | ИСП 14   | МОН 10   | КАН 12   | АЗЕ 7    | АВТ Сход | ВЕЛ 12   | ВЕН 13 | БЕЛ 15   | ИТА 11   | СИН Сход | МАЛ 12 | ЯПО 8    | США 16   | МЕК 8   | БРА Сход | АБУ 13   |          |        |       |        | 14    | 19   |
| 2018  | Haas F1 Team          | Haas VF-18     | Ferrari 062 EVO 1,6 V6T       | P | АВС Сход | БАХ 5  | КИТ 10   | АЗЕ 13   | ИСП 6    | МОН 13   | КАН 13   | ФРА 6    | АВТ 5    | ВЕЛ 9    | ГЕР 11 | ВЕН 7    | БЕЛ 8    | ИТА 16   | СИН 18 | РОС 8    | ЯПО Сход | США ДСК | МЕК 15   | БРА 9    | АБУ 10   |        |       |        | 9     | 56   |
| 2019  | Haas F1 Team          | Haas VF-19     | Ferrari 1,6 V6T               | P | АВС 6    | БАХ 13 | КИТ 13   | АЗЕ 13   | ИСП 7    | МОН 12   | КАН 17   | ФРА 17   | АВТ 19   | ВЕЛ Сход | ГЕР 8  | ВЕН 13   | БЕЛ 12   | ИТА 18   | СИН 17 | РОС 9    | ЯПО 15   | МЕК 15  | США 18   | БРА 11   | АБУ 14   |        |       |        | 16    | 20   |
| 2020  | Haas F1 Team          | Haas VF-20     | Ferrari 065 1,6 V6T           | P | АВТ Сход | ШТИ 12 | ВЕН 10   | ВЕЛ Сход | 70Л Сход | ИСП 15   | БЕЛ 17   | ИТА Сход | ТОС Сход | РОС 12   | АЙФ 13 | ПОР 17   | ЭМИ Сход | ТУР 17   | БАХ 17 | САХ 15   | АБУ 18   |         |          |          |          |        |       |        | 20    | 1    |
| 2022  | Haas F1 Team          | Haas VF-22     | Ferrari 066/7 1,6 V6T         | P | БАХ 5    | САУ 9  | АВС 14   | ЭМИ 9    | МАЙ 16   | ИСП 17   | МОН Сход | АЗЕ Сход | КАН 17   | ВЕЛ 10   | АВТ 8  | ФРА Сход | ВЕН 16   | БЕЛ 16   | НИД 15 | ИТА 16   | СИН 12   | ЯПО 14  | США 9    | МЕХ 17   | САП Сход | АБУ 17 |       |        | 13    | 25   |
| 2023  | Haas F1 Team          | Haas VF-23     | Ferrari 066/10 1,6 V6T        | P | БАХ 13   | САУ 10 | АВС Сход | АЗЕ 13   | МАЙ 10   | МОН Сход | ИСП 18   | КАН 17   | АВТ 18   | ВЕЛ Сход | ВЕН 17 | БЕЛ 15   | НИД 14   | ИТА 18   | СИН 10 | ЯПО 15   | КАТ 14   | США 14  | МЕХ Сход | САП Сход | ЛАС 13   | АБУ 20 |       |        | 19    | 3    |
| 2024  | Haas F1 Team          | Haas VF-24     | Ferrari 066/10 1,6 V6T        | P | БАХ 12   | САУ 12 | АВС 10   | ЯПО 13   | КИТ 16   | МАЙ 19   | ЭМИ 12   | МОН Сход | КАН 12   | ИСП 17   | АВТ 8  | ВЕЛ 12   | ВЕН 15   | БЕЛ 14   | НИД 18 | ИТА 10   | АЗЕ      | СИН 19  | США 11   | МЕХ 7    | САП Т    | ЛАС 12 | КАТ 9 | АБУ 16 | 15    | 16   |